# Forsstroemia coronata
Forsstroemia coronata är en bladmossart som beskrevs av Jean Édouard Gabriel Narcisse Paris 1896. Forsstroemia coronata ingår i släktet Forsstroemia och familjen Leucodontaceae. Inga underarter finns listade i Catalogue of Life.